# Bosque Anjajavy

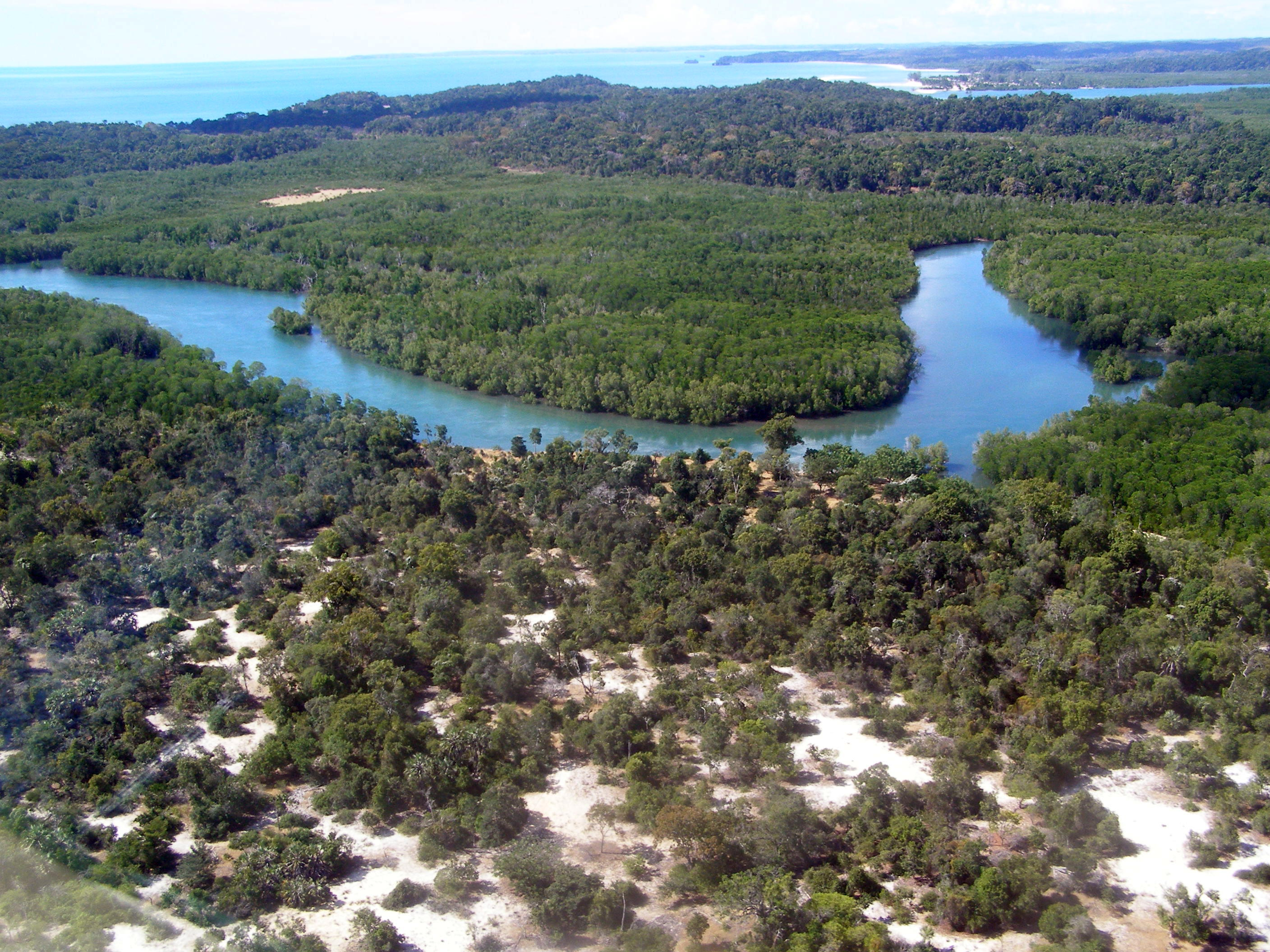
Vista de un sector del bosque Anjajavy, y una entrada de bosque ripario de manglar.

El bosque Anjajavy es una porción de los bosques secos caducifolios de Madagascar ubicado en la costa del océano Índico en el noroeste de Madagascar. El bosque Anjajavy rodea a la villa de Anjajavy y es hábitat de numerosas especies raras y en peligro de extinción. Abarca unos 50 km², y ocupa una zona contigua a la península donde se encuentra la villa de Anjajavy. La península se encuentra rodeada por la bahía Majajamba al sur y la bahía Narinda por el sur. El bosque Anjajavy tiene mucho en común con otros bosques caducifolios secos que se asientan sobre las formaciones de caliza tsingy del oeste de Madagascar. Es a causa de la presencia de afloramientos tsingy expansivos como así mismo a lo remoto de esta parte de Madagascar en relación con el centro de población en Antananarivo que el bosque ha sido menos perturbado que otros bosques del país. Por ejemplo, la meseta central, fácilmente accesible desde el centro poblado, ha sido decimada por décadas de explotación agrícola del tipo tala y quema practicada por los pueblos indígenas, que ha conducido a una desertificación y erosión extendida. Existen numerosas especies endémicas en los sectores secos occidentales, incluidos diez de las catorce géneros conocidos de lémur, cinco de los diez géneros de tenrécidos y 16 de los 17 géneros de Chiroptera de Madagascar. En el bosque Anjajavy existe una amplia variedad de mamíferos, aves, reptiles y artrópodos.
Al igual que la mayoría de los bosques caducifolios secos de Madagascar, el sector superior de la fronda está compuesto por árboles que pierden sus hojas durante los meses de invierno (mayo a septiembre), incluidas las dos especies de baobabs endémicas del sector occidental de la isla. Los árboles se han adaptado al clima árido cálido desprendiéndose de sus hojas durante la temporada seca para reducir la evapotranspiracion, y algunas especies tales como el baobab almacenan grandes cantidades de agua en sus troncos abultados.
Existe un muy elevado nivel de endemicidad en todos los bosques decíduos occidentales de Madagascar, tanto en la flora como en la fauna; este nivel se cree es superior al nivel en los bosques húmedos del este, si bien la biodiversidad, aunque muy elevada, es algo menor que en los sectores equivalentes al este. Desde un punto de vista geológico las formaciones tsingy poseen numerosas cavernas subterráneas (utilizados por los indígenas primitivos) y formaciones de karst, que proveen sitios para el almacenamiento subterráneo de agua.

## Flora

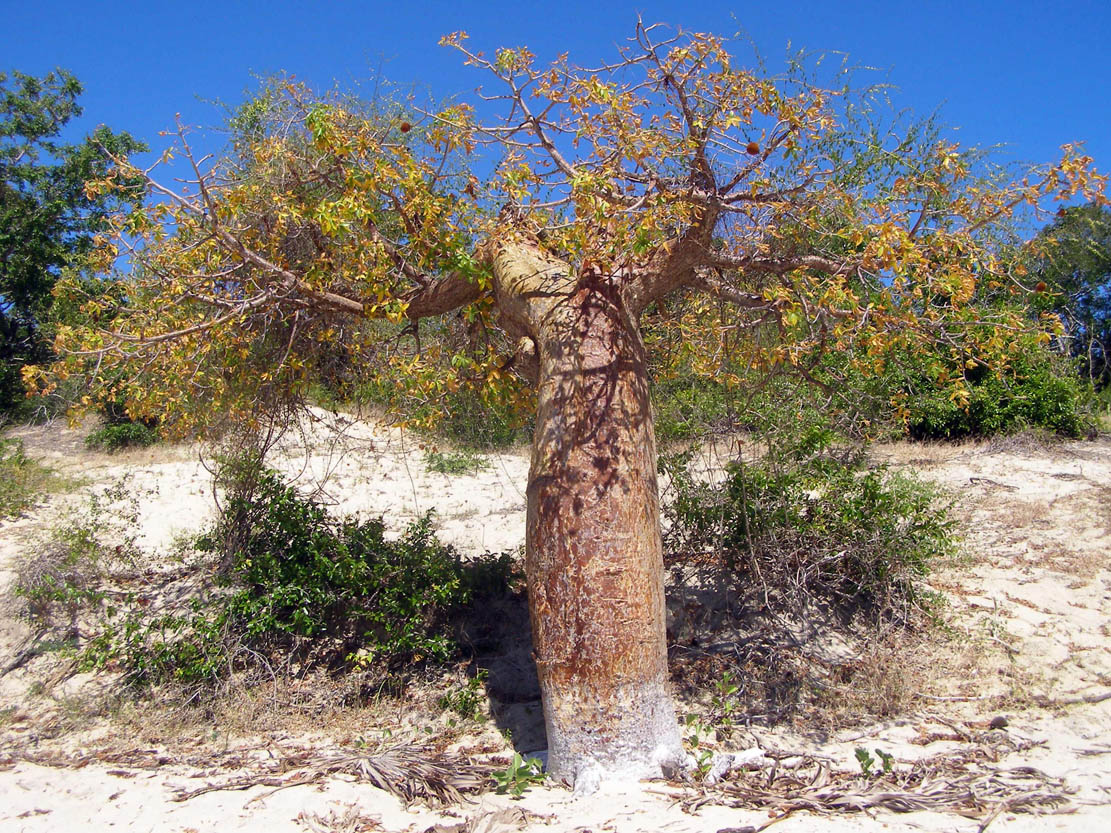
Ejemplar de baobab Adansonia rubrostipa en el bosque Anjajavy.

La fronda del bosque está conformada por numerosas especies de árboles caducifolios, incluidas por lo menos dos especies de baobab, Adansonia rubrostipa y Adansonia madagascariensis. También existen árboles tales como Grewia ciclea (nombre malgache, andilambarika) y Terminalia catappa (nombre malgache: antafana). Esta especie de árbol provee el alimento favorito del lémur Coquerel, que se deleita con sus frutos y hojas.
Algunos de los arbustos que se encuentran en el bosque Anjajavy son Vepris ampody (nombre malgache: ampoly) y Rhizorphora mucronata (nombre malgache: honkovavy). También existe abundancia de lianas y numerosas hierbas, incluida la vainilla de Madagascar (Vanilla madagascariensis, cuyo nombre malgache es vahimatso).
El bosque seco se ubica próximo a pantanos de manglares en una serie de estuarios en el confín occidental del bosque Anjajavy, donde una serie de arroyuelos desembocan en el Océano Índico.

## Mamíferos

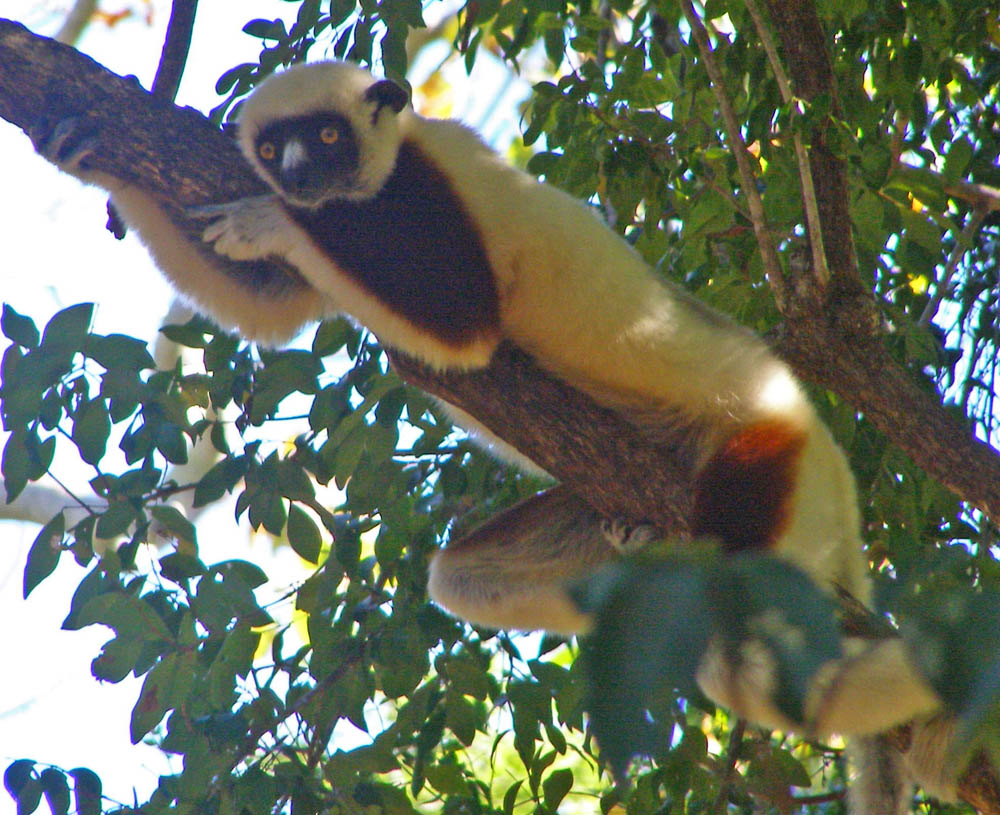
Ejemplar de sifaka de Coquerel en el bosque Anjajavy.

Los lémures son especies conspicuas del bosque Anjajavy, las mismas abundan en los árboles y a veces en el suelo del bosque. Las especies diurnas que se observan con mayor frecuencia son el sifaka de Coquerel y el lémur pardo los cuales son animales salvajes aunque no tienen miedo de los humanos y es posible aproximarse a ellos en los jardines de la Hostería Anjajavy. Otro lémures nocturnos del bosque Anjajavy son las tres especies de lémur ratón (Microcebus spp.), una especie de lémur saltador (Lepilemur sp.) y el lémur enano de cola gruesa (Cheirogaleus medius). Dado que ninguna de estas poblaciones de lémures nocturnos han sido estudiadas por especialistas, es posible que exista alguna especie aún desconocida.
Las especies de lémur que habitan en el bosque Anjajavy son:
- Lémur saltarin de Milne Edward 	(Lepilemur edwardsi)
- Sifaka de Coquerel	(Propithecus coquereli)
- Lémur enano de cola gruesa	(Cheirogaleus medius)
- Lémur ratón dorado marrón	(Microcebus ravelobensis)
- Lémur ratón de Danfoss	(Microcebus danfossi)
- Lémur ratón gris	(Microcebus murinus)
- Lémur pardo	(Eulemur fulvus)

Las cuevas tsingy proveen un refugio y hábitat especial y fresco para los murciélagos de la región. Probablemente el miembro local más común de la familia chiroptera es el murciélago hocico de hoja de Commerson (Hipposideros commersoni). En la cueva también se pueden observar murciélagos Tiavato (Paremballonura tiavato) volando o colgados del techo en formaciones de estalactita del interior de la cueva de caliza. Durante los atardeceres en el manglar a menudo se observan ejemplares del zorro volador de Madagascar (Pteropus rufus).
En el bosque de Anjajavy también habita el fosa (Cryptoprocta ferox), el mayor mamífero carnívoro de Madagascar. Otros mamíferos nocturnos del bosque son dos especies de tenrecs: erizo grande (Setifer setosus) y (Tenrec ecaudatusalso) y la huidiza civeta de Madagascar (Fossa fossana).

## Aves

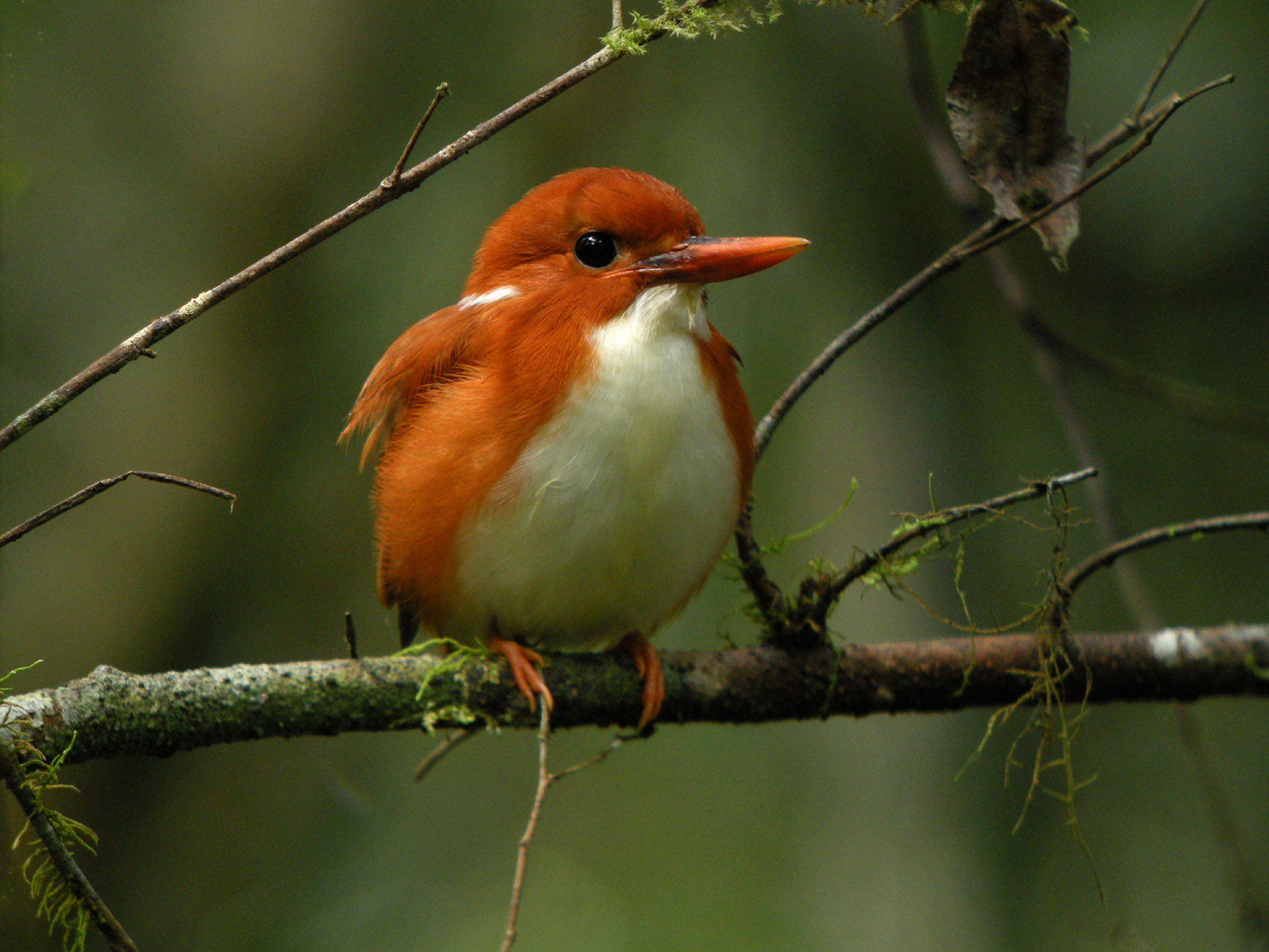
Ejemplar de martín pescador pigmeo malgache.

Existe una importante fauna aviar en el bosque Anjajavy. Una de las aves emblemáticas es el pigargo malgache, de la cual existen cuatro parejas reproductoras en el bosque Anjajavy según Garbutt y Hogan. Esta ave de presa de gran porte es endémica del oeste de Madagascar, esta especie esta catalogada como en peligro crítico de extinción, estimándose existen un total de 99 parejas reproductoras en existencia.
Entre las especies de ave que moran en el bosque Anjajavy se cuentan:
| - Pigargo malgache (Haliaeetus vociferoides) - Busardo malgache (Buteo brachypterus) - Milano negro (Milvus migrans) - Aguilucho caricalvo malgache (Polyboroides radiatus) - Gavilán de Frances (Accipiter francesiae) - Azor de Henst (Accipiter henstii) - Baza malgache (Aviceda madagascariensis) - Gavilán malgache (Accipiter madagascariensis) - Alondra malgache (Mirafra hova) - Martín pescador malgache (Alcedo vintsioides) - Martín pescador pigmeo malgache (Ceyx madagascariensis) - Pato de pico rojo (Anas erythrorhyncha) - Pato hotentote (Anas hottentota) - Suirirí bicolor (Dendrocygna bicolor) - Sirirí cariblanco (Dendrocygna viduata) - Pato crestudo (Sarkidiornis melanotos) - Gansito africano (Nettapus auritus) - Pato dorsiblanco (Thalassornis leuconotus) - Pato aguja africano (Anhinga rufa) - Vencejo palmero africano (Cypsiurus parvus) - Vencejo de Madagascar (Apus balstoni) - Vencejo real (Apus melba) - Garcilla bueyera (Bubulcus ibis) - Garceta dimorfa (Egretta dimorpha) - Garza blanca (Casmerodius albus) - Garza goliat (Ardea goliath) - Garza imperial (Ardea purpurea) - Garcilla malgache (Ardeola idae) - Garcilla cangrejera (Ardeola ralloides) - Avetorillo común (Ixobrychus minutus) - Martinete común (Nycticorax nycticorax) - Garcita azulada (Butorides striatus) - Garceta negra (Egretta ardesiaca) |

## Reptiles

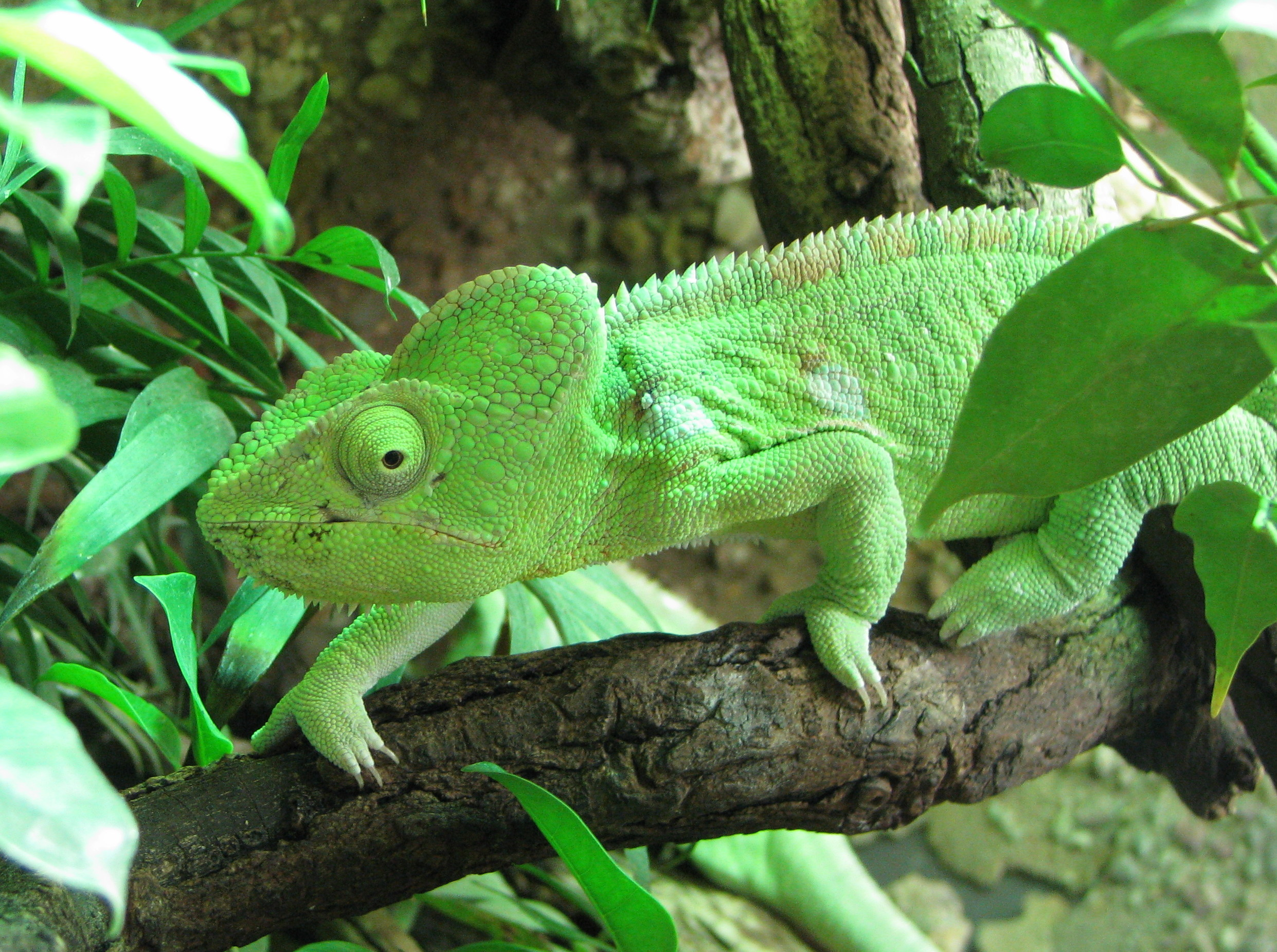
Hembra del camaleón gigante de Madagascar Furcifer oustaleti.

Luego de la temporada seca de mayo a octubre es fácil observar en el bosque distinto tipo de camaleones, lizards y serpientes.
Entre las serpientes - las que no son venenosas, se cuentan:
- Boa de Madagascar (Acrantophis madagascariensis) que en media hora se puede tragar un lémur
- Madagascar hog-nosed snake (Leioheterodon madagascariensis)
- Boa arborícola de Madagascar (Sanzinia madagascariensis)
- Serpiente ojo de gato (Madagascarophis colubrinus)
- Serpiente de ojo rojo (Stenophis variabilis)
- Serpiente toro de MAdagascar (Leioheterodon modestus)
- Serpiente cabeza de hoja (Langaha madagascariensis)
- Serpiente cebra (Langaha alluaudi)
- Serpiente de Perynet (Ithycyphus perineti)
- (Liophidium torquatum)
- Serpiente látigo (Dromicodryas bernieri)
- (Dromicodryas quadrilineatus)
- Serpiente lápiz (Mimophis mahfalensis)
- (Heteroliodon accipitalis)
- (Heteroliodon fohy)

Las especies de camaleón presentes en el bosque son:
- Camaleón gigante de Madagascar (Furcifer oustaleti)
- Camaleón pantera (Furcifer pardalis)
- Camaleón de hocico largo (Furcifer angeli)
- Camaleón pigmeo (Brookesia ambreensis)
- Camaleón hoja Stumpffi (Brookesia stumpffi)